# اريكا زابو
اريكا زابو (بالمجرية: Szabó Erika)‏ (و. 1984 – م) هي ممثلة، وعالمة اقتصاد، من المجر.

## وصلات خارجية
- اريكا زابو على موقع IMDb (الإنجليزية)
- اريكا زابو على موقع قاعدة بيانات الفيلم (الإنجليزية)